# Décembre 1951

## Évènements
- 8 décembre : la Cour internationale de justice désigne Hossein Navab comme agent dans l'affaire de l'Anglo-Iranian Oil Company[1].

- 19 décembre : début de l'exploitation du gaz naturel de Lacq en France.

- 21 décembre : en Iran, émission d'un emprunt d'État destiné à réduire la dépendance vis-à-vis de la rente pétrolière[2].

- 23 décembre : réforme agraire au Japon. Démembrement des propriétés foncières, acquisition de terres par les fermiers (fin en 1953).

- 24 décembre : indépendance du Royaume de Libye.

## Naissances
- 1er décembre :
  - Aleksandr Aleksandrov, spationaute bulgare.
  - Jaco Pastorius, bassiste de jazz américain († 21 septembre 1987).
  - Treat Williams, acteur, producteur et réalisateur américain († 12 juin 2023).
- 3 décembre :
  - Alberto Juantorena, athlète cubain.
  - Jean-Pierre Lachaux, dessinateur et peintre français.
  - Rick Mears, pilote automobile américain
- 4 décembre : 
  - Julio Robles, matador espagnol († 14 janvier 2001).
  - Gary Rossington, guitariste américain du groupe Lynyrd Skynyrd .
- 6 décembre : Tomson Highway, auteur canadien.
- 7 décembre : Richard Darbois : comédien de doublage franco-canadien.
- 9 décembre : Dominique Dropsy, footballeur français († 7 octobre 2015).
- 11 décembre : Hervé Deniel, lutteur français (° 14 février 1899).
- 12 décembre : 
  - Steven A. Hawley, astronaute américain.
  - David Mouradian, écrivain arménien.
  - Rehman Malik, homme politique pakistanais († 23 février 2022).
- 17 décembre : Curro Rivera, matador mexicain.
- 18 décembre : Andy Thomas, astronaute américain.
- 19 décembre : 
  - Jacques Blaquart, évêque catholique français, évêque auxiliaire de Bordeaux.
  - Fred W. Leslie, astronaute américain.
  - Bernard Bilicki, karatéka français.
  - Migueli (Miguel Bernardo Bianquetti, dit), footballeur espagnol.
- 22 décembre : Charles de Lint, auteur canadien.
- 26 décembre : John Scofield, guitariste de jazz américain.
- 27 décembre : Ernesto Zedillo Ponce de León, président du Mexique entre 1994 et 2000.
- 28 décembre : Gilbert Montagné, chanteur français.
- 29 décembre :
  - Christian Sarramagna, footballeur français
  - Georges Thurston chanteur québécois.

## Décès
- 1er décembre : Alfons van Katwijk, cycliste néerlandais.
- 3 décembre : Manuel Esparza, cycliste espagnol.
- 5 décembre :
  - Joe Jackson, surnommé Shoeless Joe Jackson, 63 ans, joueur américain de baseball. (° 16 juillet 1888).
  - Abanîndranâth Tagore, écrivain indien (° 7 août 1871).
- 13 décembre : Nicéphore Lessard, personnalité religieuse québécoise (° 8 janvier 1879).